# 问卷星
问卷星是长沙冉星信息科技有限公司旗下的一个网络平台，可用于问卷调查、考试或投票。該平台於2006年上線。創始人為胡嘯。